# Семчук, Мугурел
Мугурел Василе Семчук (рум. Mugurel Vasile Semciuc; род. 24 января 1998, Сирет, Сучава) — румынский гребец. Представляет клуб «Стяуа». Серебряный призёр Олимпийских игр 2020 в Токио и участник игр 2024 года в Париже.
Участник молодёжных чемпионатов мира 2017 и 2018 годов. Бронзовый призёр турнира 2018 года.
7 раз участвовал в чемпионатах Европы (2017, 2019, 2020, 2021, 2022, 2023, 2024), где становился два раза серебряным (2021, 2023) и два раза бронзовым (2022, 2024) призёром.
На чемпионатах мира выступал три раза (2019, 2022, 2023), завоёвывая серебро турнира 2019 года в Австрии.